# Canon PowerShot

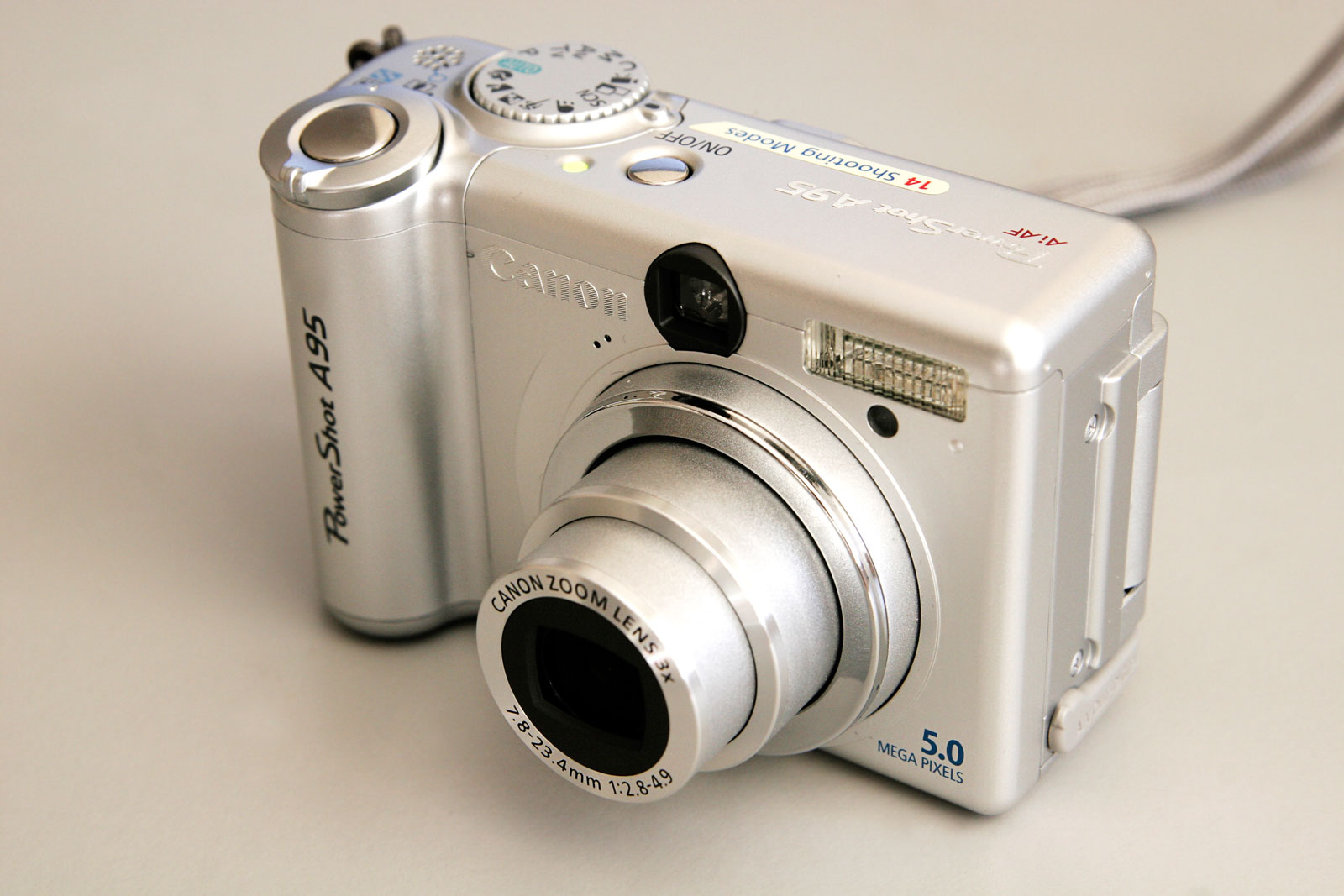
Canon PowerShot.

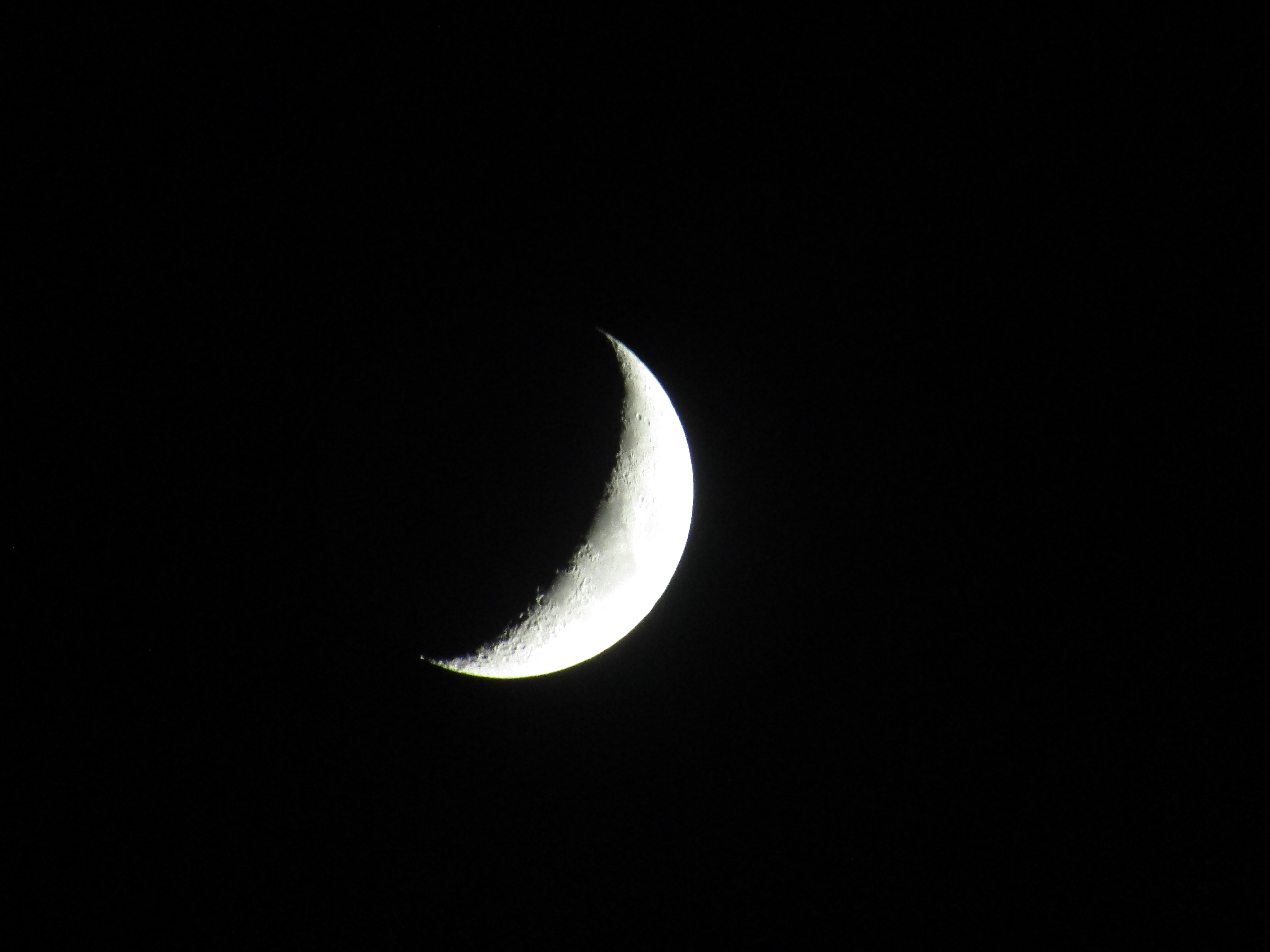
Photografia de la Luna tomada por una Canon PowerShot SX430 IS.

Los productos PowerShot son una línea de cámaras digitales, lanzada por Canon en 1995. La línea PowerShot ha sido exitosa para Canon, y es una de las líneas más vendidas de cámaras digitales.  
Los modelos HS usan baterías propias de Canon, mientras que los modelos IS usan pilas.

## SX 40 HS
La Canon PowerShot SX 40 HS es una cámara digital de la serie Canon PowerShot enfocada en el Zum Óptico.
Fue anunciada en septiembre del 2011.
Sus principales características son:
- Presenta un sensor CMOS de 12 MP.
- Zum Óptico de 35x (Equivalente a 24-840mm)
- ISO entre 100 y 3200.
- Velocidades de Obturación entre 15 y 1/3200 segundos.
- Pantalla LCD de 2.7", de 230.000 puntos y visor Viewfinder.
- Grabación de Vídeo en Full HD (1080p)

## SX 150 IS
La Canon PowerShot SX 150 IS es una cámara digital de la serie Canon PowerShot.
Fue anunciada en agosto de 2011.
Sus principales características son:
- Presenta un sensor CCD de 14.1 MP.
- Zum Óptico de 12x (Equivalente a 28-336mm)
- ISO entre 80 y 1600
- Una pantalla LCD de 3", de 230.000 puntos.
- Grabación de Video en HD (720p)

## SX 200 IS
La Canon PowerShot SX 200 IS es una cámara digital de la serie Canon PowerShot.
Fue anunciada en febrero del 2009.
Tiene un zum óptico de 12 aumentos y una resolución de 12,1 Megapixeles (Competencia directa de la TZ5 y 6 de Lumix.)

## SX 260 HS
La Canon PowerShot SX 260 HS es un modelo que viene a reemplazar a la Canon PowerShot SX 230.
Se enfoca en uso de viajes, por lo que trae un GPS incorporado.
Fue enunciada en febrero del 2012.
Sus principales características son:
- Sensor CMOS de 12.1 Megapíxeles.
- Zum Óptico de 20x (Equivalente a 25-500mm)
- ISO entre 100 y 3200.
- Velocidad de obturación entre 15 y 1/3200 segundos.
- Pantalla LCD de 3", de 460.000 puntos.
- Grabación de Vídeo en Full HD (1080p) y grabación en estéreo.
- GPS Incorporado.
- Puerto Mini-HDMI.

## A420
La Canon PowerShot A420 es una cámara digital de la serie Canon PowerShot.
La cámara Canon PowerShot A420 fue publicitada en comerciales por Maria Sharapova por la agencia Dentsu Corporation of America, en 2004.
Actualmente está descontinuada.

## A450 y A460
Cámara de 6.0 megapixeles, más sencilla que las demás PowerShot.

## A470
Cámara intermedia, con 7.1 megapixeles. Tiene detección de rostro, y funciones como:
- Acuario.
- Fuegos artificiales.
- Macro.
- Movimiento.
- Playa.
- Nieve.
- Follage.

Tiene un zum óptico de 3.4x y digital de 4X. Combinado 10x.

## S90
Cámara prosumidora con 10 megapixeles. Tiene un CCD muy grande para cámara compacta, de 1/1.7". Tiene gama ISO de 100 a 1600, expandible a 3200.